# ティエリ・アミエル
ティエリ・アミエル（Thierry Amiel、1982年10月18日 - ）はフランスの歌手、俳優。ブーシュ＝デュ＝ローヌ県マルセイユ出身。オーディション番組ポップアイドルのフランス版である「À la Recherche de la Nouvelle Star（新しいスターを探して）」で準優勝し、2003年に「Les mots bleus」でデビューした。

## 経歴

### デビュー前
ブーシュ＝デュ＝ローヌ県のマルセイユ、オリオールに生まれる。幼い頃から音楽に熱心であった。1995～1997年、ブーシュ＝デュ＝ローヌ県の聖歌隊の一員として、数々のスペクタクルやコンクールに参加する傍ら、マルセイユ・オペラ座の少年合唱隊員としても活躍した。1997～1998年、ピアノとバイオリンのレッスンを受け始める。
1998～2000年、アリス・ドンナ音楽学校（Ecole Espace Melodie d'Alice Donna）に入学、クラシックからポピュラーミュージックへの転向を決心する。Herbert LeonardやZouk Machine等のコンサートの前座を始め、オーケストラ所属の歌手としてフランス各地を回る。2000年7月にバカロレア（高等教育認定）を取得。大学の心理学部への入学を決心したものの、音楽への夢が捨てきれず、進学を放棄した。2001年10月、オーディション番組「Rêve d'un soir」や「Popstars2」に参加するが、デビューは叶わなかった。

### オーディション番組出演、デビュー
2002年、地方のオーディションで優勝し、デビューシングルの録音を約束されたが、2003年5月にフランスのテレビ局M6のオーディション番組「À la Recherche de la Nouvelle Star」への参加するためため、このプロジェクトを辞退し白紙となる。「À la Recherche de la Nouvelle Star」では、審査員の絶大なる評価を得たものの、視聴者投票の前に準優勝に終わる。しかしこの番組で才能を認められ、レコード会社BMGフランスと契約を結び、「Les Mots Bleus」（フランス人歌手クリストフの1974年の楽曲のカバー）で、8月20日デビューを果たす。共にリリースされた彼のファーストアルバム『Paradoxes』は初週で3位を獲得した。
2006年11月20日に3年ぶりのセカンドアルバム『Thierry Amiel』をリリースした。アルバムはフランスで16位になり、シングルの「Cœur Sacré」は最高で6位を獲得した。
2007年9月1日、ソポトで開催されるポーランドを代表する音楽フェスティバルである「ソポト国際音楽フェスティバル2007」に参加し、3位となった。
2010年、3枚目のアルバム『Où vont les histoires?』をリリース。

### ミュージカル活動
2010年、Pascal Obispoによるミュージカルコメディー「Adam et Eve、La Seconde Chance（アダムとイブ、セカンドチャンス）」で主役のアダムに選ばれた。このコメディは、2012年1月31日から2012年3月25日まで、パリのパレ・デ・スポールで上演された。その後、2012年9月にフランスの各地の会場でツアーを行い、2013年1月にベルギーのブリュッセルでの公演を完了する予定であったが、運営会社の経営状態の悪化により2012年8月に突然キャンセルされた。2012年10月8日には、ショーからの未発表曲で構成されたアルバム『Adam et Ève : La Seconde Chance, album II (avec la troupe d'Adam et Eve)』をリリースした。

### 2013年-　近年の活動
2013年5月には、作曲家であるプロデューサーのAxelle Renoirの助けを得て、4枚目のアルバムのタイトルに取り組んでいることを明らかにした。
2014年にはシドアクション（1994年にフランスで始まったエイズ患者のための慈善基金の公共イベント)のチャリティ楽曲へ参加した。
2018年11月よりYoutubeでの配信を開始する。
2019年9月27日に7年ぶりとなる4thアルバム『Artéfact』をリリースした。
2020年の初め、フランス国内でのショーケースのライブツアーを開始した。

## ディスコグラフィ

### シングル
- Les mots bleus（2003年8月13日発売）
- Je regarde là-haut（2003年11月24日発売）
- Un jour arrive（2004年発売予定だったが、諸事情により中止）
- Cœur Sacré（2006年9月18日発売-デジタル販売のみ）
- De là haut（2007年6月17日発売）

### アルバム
- 『Paradoxes』（2003年10月13日発売）

1. Je regarde là-haut
2. Avant
3. Les mots bleus
4. On s'envole
5. Ma belle histoire
6. Sans toi
7. Entends-tu les hommes
8. Ce qu'on sera
9. Un jour arrive
10. Changer d'air
11. 2000 ans sur la terre
12. Avec le temps

～ BONUS TRACK ～
1. Amsterdam
2. Je suis malade
3. L'aigle noir
4. Quand on a que l'amour

- 『Thierry Amiel』（2006年11月20日発売）

1. Réveille-toi
2. Un jour parfait
3. De temps en temps
4. De là haut
5. L'amour en face
6. C'est écrit
7. Qu'on on finisse
8. L'essentiel
9. Soleil blanc
10. Prendre mon âme
11. Suède

- 『Artéfact』（2019年）
- 『Où vont les histoires?』（2010年)
- 『Adam et Ève : La Seconde Chance (avec la troupe d'Adam et Eve) disque d'or』（2011年）
- 『Adam et Ève : La Seconde Chance, album II (avec la troupe d'Adam et Eve)』（2012年）

## ライブ
[コンサートツアー]
- 2004年5～6月

パリ（バタクラン劇場）、リヨン、ボルドー、マルセイユ等フランス国内10都市およびスイス、ベルギーにて。
- 2004年11月

前出のツアーの追加公演として、パリ（カジノ・ド・パリ劇場-Casino de Paris）、マルセイユ等フランス国内5都市にて。
[ラジオ局主催ライブ]
- 2004年7月

フランス西部の3市町村の海岸にて。
- 2007年5～6月

パリ（オランピア劇場-L'Olympia～5月21日＆22日）他、フランス国内ツアー。